# セント・ポール教区 (アンティグア・バーブーダ)
セント・ポール教区（セント・ポールきょうく、英語: Saint Paul Parish）は、アンティグア・バーブーダの行政教区。アンティグア島の南部に位置している。行政中心地は港町のイングリッシュ・ハーバー。面積は47.9平方キロメートル、人口は9,004人（2018年推定）。人口はセント・ジョン教区に次いで多い。
国内唯一の世界遺産であるアンティグアの海軍造船所と関連考古遺跡群（ネルソンズ・ドックヤード、Nelson's Dockyard）がイングリッシュ・ハーバーに所在する。

## 主な都市
- イングリッシュ・ハーバー（英語版）（English Harbour）
- ファルマス（英語版）（Falmouth）
- リベルタ（Liberta）
- スウィーツ（英語版）（Swetes）

## 出身人物
- カートリー・アンブローズ - クリケット選手
- ロドニー・ウィリアムズ - 第4代アンティグア・バーブーダ総督